# Leopold Averbach

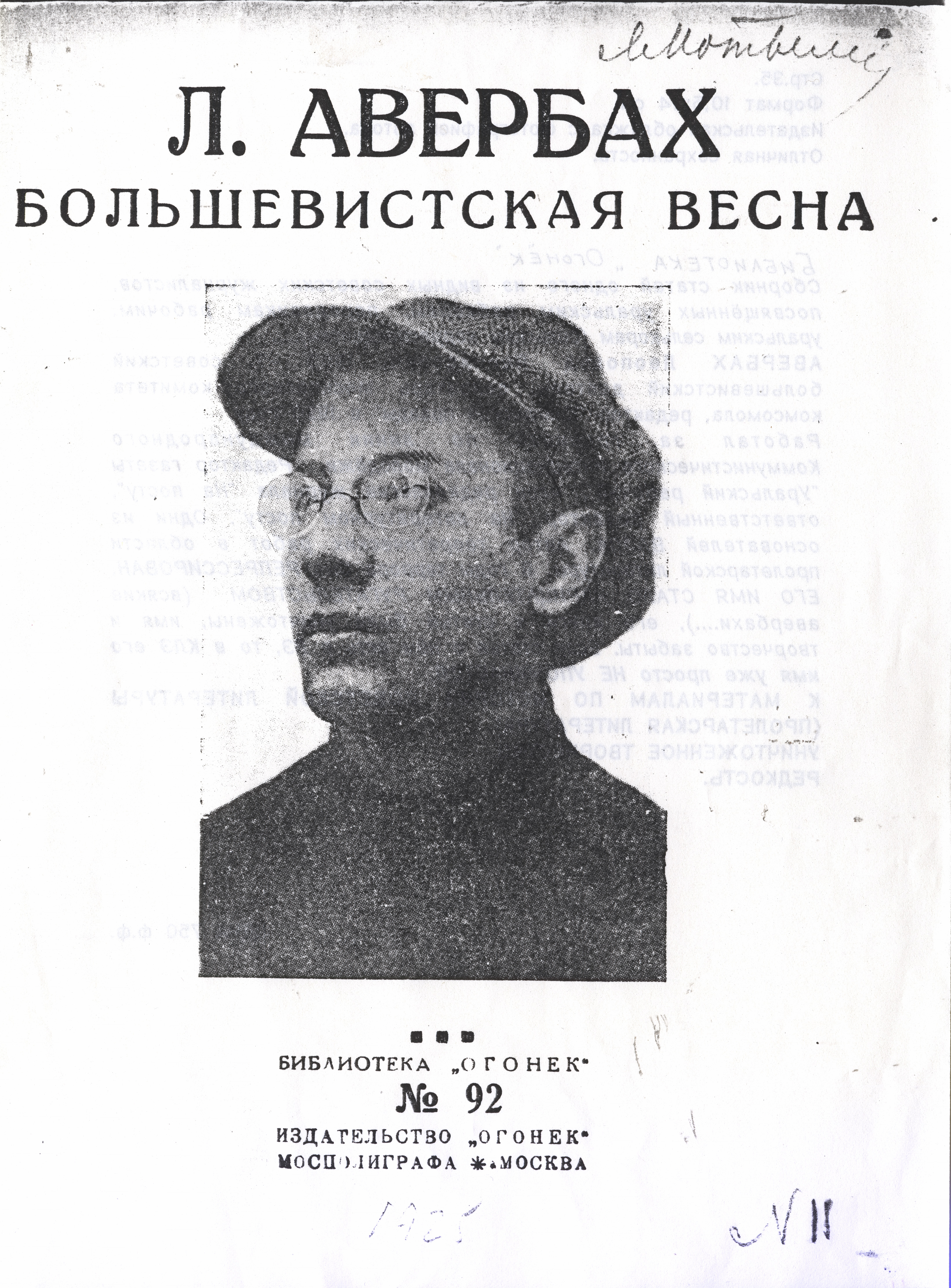

Léopold Léonidovitch Averbakh (en russe : Леопо́льд Леони́дович Аверба́х) ; (8 mars 1903 - 14 août 1937) était un critique littéraire soviétique, qui était le chef de l’Association russe des écrivains prolétariens (RAPP) dans les années 1920 et le membre le plus éminent d’un groupe de critiques littéraires communistes qui soutenaient que la révolution bolchevique, menée en 1917 au nom de la classe ouvrière industrielle russe, devrait être suivie d’une révolution culturelle, dans laquelle la littérature bourgeoise serait supplantée par la littérature écrite par et pour le prolétariat. Averbakh était une figure puissante dans les cercles culturels russes jusqu’à ce que Joseph Staline ordonne à la RAPP de cesser ses activités en 1932.

## Biographie
Léopold Averbakh est né de parents juifs en 1903 à Saratov. Sa mère était la sœur de Yakov Sverdlov et de Zinovy Sverdlov, qui devint le fils adoptif de Maxime Gorki. Il était également le gendre de Vladimir Bonch-Bruyevich. Sa sœur Ida a épousé Genrikh Yagoda, futur chef du NKVD. Il a joué un rôle de premier plan dans le mouvement de la jeunesse bolchevique dans son adolescence et, à l’âge de 19 ans, il était rédacteur en chef de la revue littéraire Molodaya gvardiya (« Jeune Garde ») et un membre dirigeant de l’Association panrusse des écrivains prolétariens (VAPP), le précurseur de la RAPP (Association russe des écrivains prolétariens). Il est l’un des trois représentants de la VAPP, qui signent un accord en 1923 avec le poète Vladimir Maïakovski, promettant que leurs organisations respectives coopéreraient pour « démasquer fermement la noblesse bourgeoise et les groupes littéraires pseudo-sympathiques » et pour promouvoir « l’art de classe ».
À la fin de 1925, le triumvirat au pouvoir du parti communiste soviétique, composé de Staline, Grigori Zinoviev et Lev Kamenev, se sépara. Illarion Vardin, chef effectif du VAPP, rejoignit la faction Zinoviev. Averbakh et la plupart des jeunes membres du VAPP rompirent avec lui et fondèrent le RAPP, comme une sorte d’aile littéraire de la faction stalinienne, bien qu’ils n’aient jamais cherché ou reçu l’approbation formelle de Staline. Averbakh a été le leader incontesté du RAPP pendant toute son existence. Il a beaucoup écrit : « un critique prolifique qui espérait appliquer la compréhension du matérialisme historique de Karl Marx à la production littéraire, la contribution théorique d’Averbakh à l’érudition littéraire soviétique ne peut être niée. »
Averbakh a été le premier de la génération trop jeune pour avoir pris part à une activité révolutionnaire avant 1917 à atteindre la notoriété sous le régime communiste. Certains de ses contemporains, comme Mikhaïl Souslov, occupaient encore de hautes fonctions dans les années 1980, alors que la carrière d’Averbakh avait atteint son apogée 50 ans plus tôt. C’était un organisateur efficace, mais il avait une mauvaise réputation.
L’influence d’Averbakh atteignit son apogée en 1929, lorsqu’il orchestra des campagnes publiques contre les écrivains Evgueni Zamiatine, poussé à l’exil, et Boris Pilniak, et le vieux bolchevik et critique, Alexandre Voronski, fondateur de la revue littéraire Krasnaïa nov. Averbakh s’est donné beaucoup de mal pour cultiver l’écrivain vivant le plus célèbre de Russie, Maxime Gorki, après lui avoir été présenté par Yagoda. Il passa l’été 1931 en tant qu’invité dans la maison de Gorki à Sorrente, avec pour mission de persuader Gorki de retourner définitivement en Russie. À son retour, il rapporta à Yagoda qu’il était « fier et heureux » d’avoir réussi.
Le 23 avril 1932, Staline ordonna soudainement et de manière inattendue à la RAPP et à tous les autres clubs et mouvements littéraires de se dissoudre et de fusionner dans l’Union des écrivains soviétiques nouvellement formée. Il a été immédiatement compris que cette décision avait pour but de détruire la base du pouvoir d’Averbakh. La chute d’Averbakh a peut-être été la façon dont Staline a frappé son puissant beau-frère Yagoda, mais semble également avoir été provoquée par son propre excès de confiance et son manque de déférence. Dès 1929, Staline se plaignit dans une lettre à son adjoint Viatcheslav Molotov de certains jeunes communistes, dont Averbakh, qui traitaient le parti comme un « club de discussion » où ils pouvaient « examiner la politique » au lieu d’attendre des instructions.
La plupart des anciens collègues d’Averbakh au sein de la RAPP, à l’exception notable du dramaturge Vladimir Kirshon, l’abandonnèrent après cette humiliation publique, mais il continua à bénéficier de la protection de Yagoda et de Maxime Gorki. La mort de Gorki et la chute de Yagoda l’ont laissé sans protection. Il est arrêté en avril 1937 et fusillé le 14 août 1937, avec Kirshon, Firin et d’autres.

### Source
- (en) Cet article est partiellement ou en totalité issu de l’article de Wikipédia en anglais intitulé « Léopold Averbakh » (voir la liste des auteurs).